# Vincenzo Catena

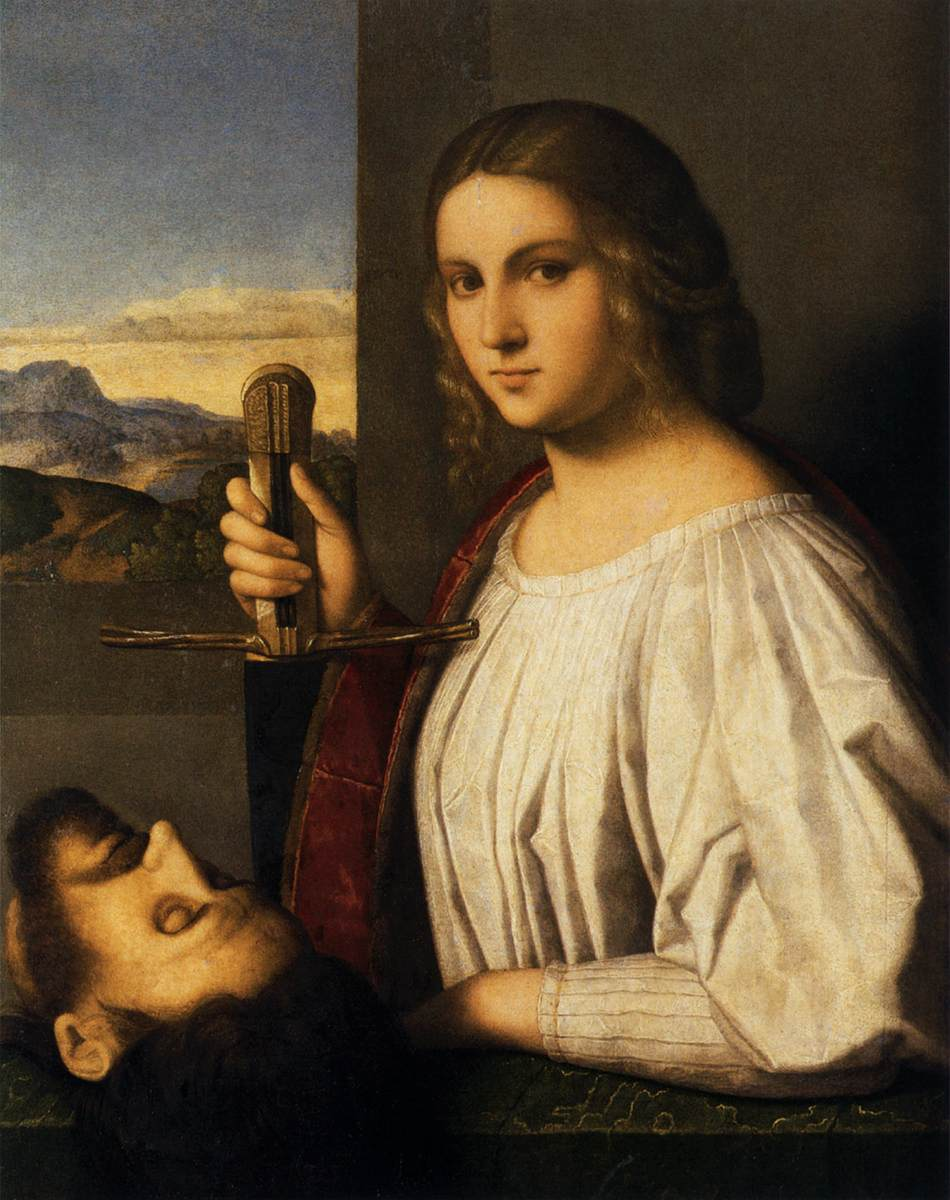
Judit amb el cap d'Holofernes (1520-1525)

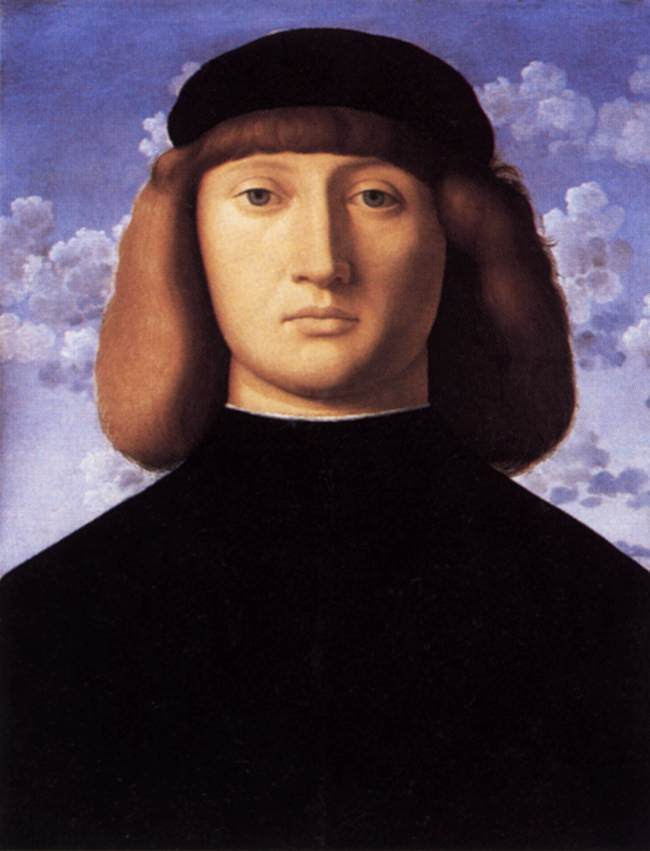
Retrat d'un home jove (1505-1510)

Vincenzo di Biagio Catena conegut com a Vincenzo Catena (Venècia, 1470/1480 - Venècia, setembre de 1531), va ser un pintor italià actiu durant el Renaixement.

## Biografia
Format en l'escola de Giovanni Bellini, la seva obra suposa un perllongament de la practicada pel mestre, matisat per la latent influència quatrocentista d'Alvise Vivarini. Catena només va fer alguna concessió puntual a influències d'altres artistes més avançats com Tizià, Palma el Vell i Pordenone. Aprofitant els estudis intensius sobre colors i formes de Palma el Vell va realitzar algunes obres importants, com la Sacra Conversa donant, Ritratto di dama i Ritratto di uomo, que es caracteritza per una lluentor del color i una geomètrica plasticitat de la forma. Aquesta mateixa actitud va ser adoptada per altres pintors bellinians de la seva època, com Pietro degli Ingannati, Francesco Bissolo, Vittore Belliniano o l'anònim Mestre de la Incredulitat de Sant Tomàs. L'obra de Catena i Marco Basaiti, de vegades es confonen, eren els pintors de més alta qualitat entre aquest grup d'artistes arcaïtzants.
Sembla que cap a 1520 Catena va viatjar a Roma, com s'evidencia en les obres que va realitzar amb posterioritat, que revelen la influència de l'obra de Rafael Sanzio. Igualment podrem observar la influència del Giorgione, amb qui potser col·laborés. Tots dos artistes van freqüentar els ambients intel·lectuals venecians, on destacaven figures com Pietro Bembo o Marcantonio Michiel.
L'obra de Catena es redueix als temes religiosos i diversos retrats masculins, la qualitat dels quals Giorgio Vasari va saber apreciar en la seva obra sobre Le Vite.

## Obres destacades
- Mare de Deú amb l'Infant i sants (1501-04, Museu de Belles Arts de Budapest, Budapest)
- Sacra Conversa amb donant (1504, Museu de l'Hermitage, Sant Petersburg)
- Retrat d'un home jove (c. 1505-1510, Galeria Nacional de Londres)
- Mare de Déu amb l'Infant entre els sants Pere i Elena (1505-1510, Gemäldegalerie Alte Meister, Dresden)
- Retrat de Giambattista Memmo (1510, Lowe Art Museum)
- Retrat de Niccolo Fabri (1510, Columbia Art Museum)
- Retrat de noia com Maria Magdalena (c. 1511-1512, Gemäldegalerie (Berlín))
- Sagrada Família amb Sant Joan Baptista (1518, Bob Jones University Museum)
- Sagrada Família amb Santa Anna (1520, San Diego Museum of Art)
- Adoració dels pastors (c. 1520, Metropolitan Museum, Nova York)
- Retrat d'home amb llibre (c. 1520, Kunsthistorisches Museum, Viena)
- Crist i la samaritana (1520, Columbia Museum of Art)
- Retrat de dama (1520, El Paso Museum of Art)
- Retaule de Santa Cristina (1520, Santa Maria Mater Domini, Venècia)
- Sagrada Família adorada per un cavaller (National Gallery de Londres)
- Sopar d'Emaús (1525, Palazzo Pitti, Florència)
- Retrat d'un senador venecià (1525, Metropolitan Museum, Nova York)
- Descans en la fugida a l'Egipte (1525, National Gallery of Canada, Ottawa)
- Retrat de Giangiorgio Trissino (1525-1527, Museu del Louvre, París)
- Salomé amb el cap del Baptista (c. 1520-1529, Royal Collection, Londres)
- Crist duent la Creu (c. 1520-30, Liechtenstein Museum, Viena)
- Judit amb el cap d'Holofernes (c. 1520-25, Fondazione Querini Stampàlia, Venècia)